# NGC 592
NGC 592 è una nebulosa a emissione situata nella Galassia del Triangolo (M33) e quindi inclusa nella costellazione del Triangolo, a una distanza di circa 2,83 milioni di anni luce dalla nostra Via Lattea.

## Scoperta
NGC 592 è stata scoperta il 2 ottobre 1861 dall'astronomo prussiano Heinrich d'Arrest.

## Descrizione
NGC 592 è una delle più vaste regioni H II del Gruppo Locale e racchiude al suo interno un ammasso aperto di stelle.
È relativamente vicina al centro galattico di M33 ed è situata nella parte esterna dei suoi bracci di spirale. Si stima che la regione centrale di NGC 592 abbia un'età di 4,9 ± 0,5 milioni di anni e una massa di 16500 ± 5200 M☉.
NGC 592 è dieci volte meno brillante di NGC 604, la Regione H II più luminosa in M33.
All'interno di NGC 592 sono state scoperte numerose stelle massicce, incluse almeno quattro stelle di Wolf-Rayet. Si ritiene che la nebulosa contenga anche 8 ± 4 stelle di tipo O e di tipo B.